# Romero Britto

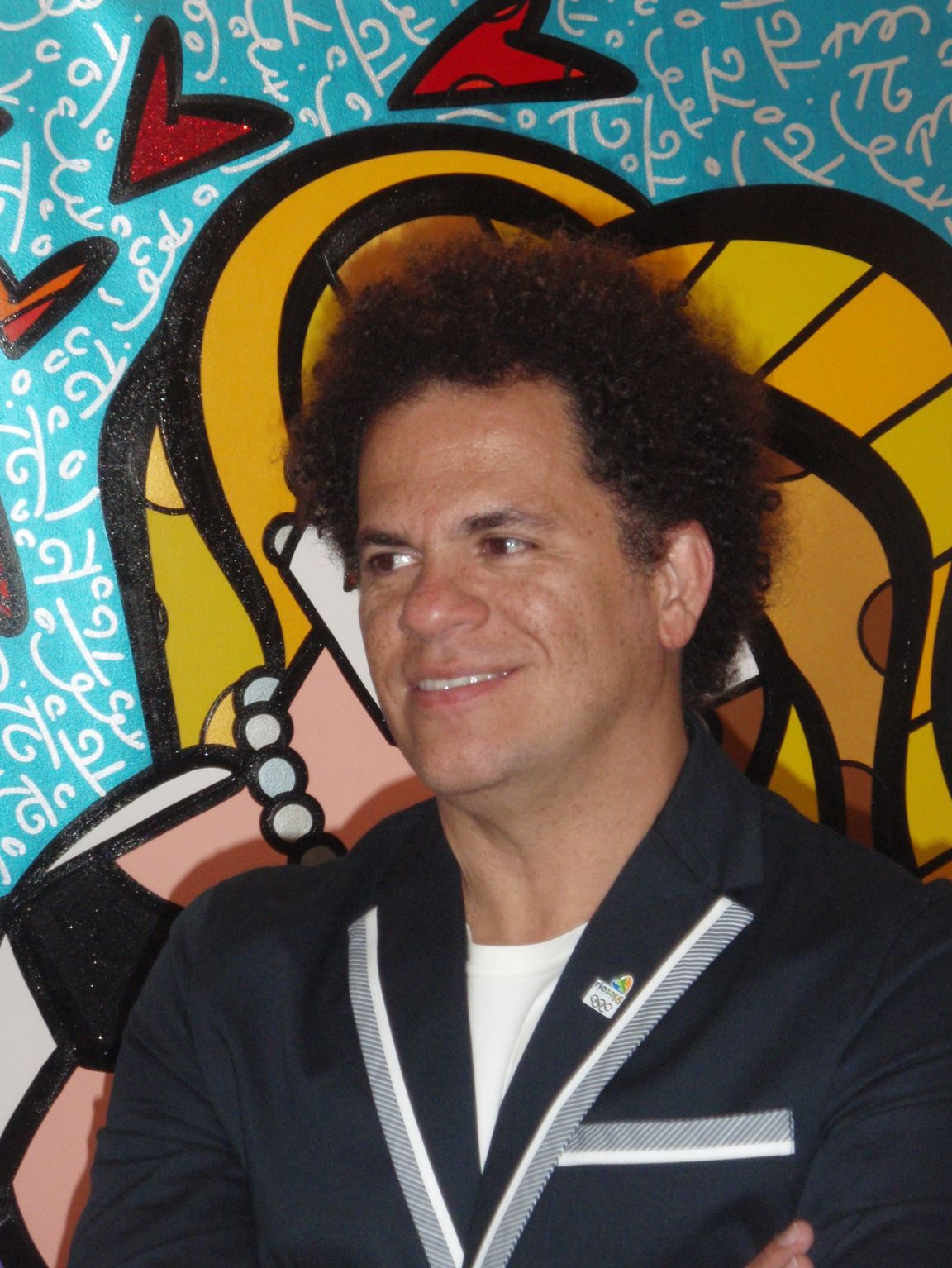
Romero Britto v roce 2009

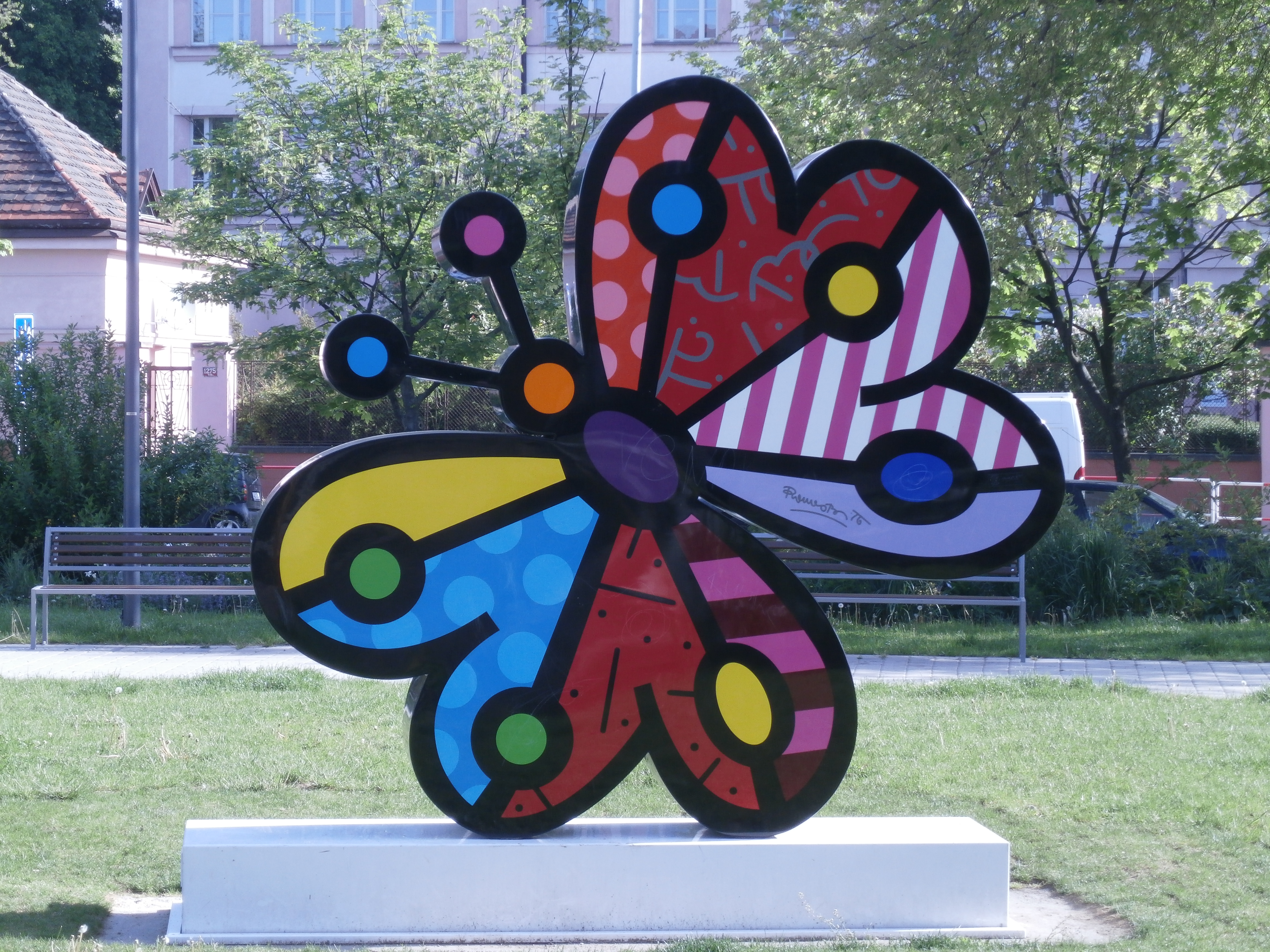
Garden Butterfly na Ortenově náměstí, Praha

Romero Britto (* 6. října 1963, Recife, Pernambuco, Brazílie) je brazilský malíř a sochař. Jde o představitele pop-artu, který ve svých dílech kombinuje prvky kubismu, pop-artu a graffiti. Od roku 1989 žije v Miami na Floridě.
Mimo jiné vytvořil sérii poštovních známek oslavující 29. olympijské hry v čínském Pekingu. Pracoval také na dílech pro firmy Movado, Disney, Enrico Coveri, Pepsi, BMW a OSN. Jeho hlavní galerie se nachází v Miami na Lincoln Road.
Svoji plastiku Garden Butterfly věnoval v roce 2009 Praze; v roce 2014 byla osazena na zrekonstruovaném Ortenově náměstí v Holešovicích.